# By a Thread
Albums de Gov't Mule
Mighty High
(2007) Mulennium
(2010)
By a Thread est le neuvième album studio du groupe américain Gov't Mule Il est sorti le 27 octobre 2009 sur le label indépendant Evil Teen et a été produit par Warren Haynes et Gordie Johnson. 

## Historique
Il est le premier album avec le nouveau bassiste Jorgen Carlsson, on retrouve néanmoins Andy Hess sur deux titres de l'album. L'album a été composé et enregistré dans le studio d'enregistrement de Willie Nelson, situé à proximité d'Austin dans le Texas. Billy Gibbons, guitariste - chanteur de ZZ Top joue de la guitare sur le titre qui ouvre l'album, Broke Down on the Brazos. La chanson Any Open Window est dédié à la mémoire de Mitch Mitchell et Buddy Miles, la section rythmique du Band of Gypsys de Jimi Hendrix, tous deux décédés en 2008.
Il se classa à la 34e place du Billboard 200 américain.

## Liste des titres
1. Broke Down on the Brazos (Abts / Carlsson / Haynes / Louis) - 6:19
2. Steppin' Lightly (Abts / Carlsson / Haynes / Louis) - 7:10
3. Railroad Boy (traditionnel : arrangements par Gov't Mule)  - 5:03
4. Monday Mourning Meltdown (Haynes) - 8:08
5. Gordon James (Haynes) - 3:48
6. Any Open Window (Abts / Carlsson / Haynes / Louis) - 4:45
7. Frozen Fear (Haynes) - 5:48
8. Forevermore (Haynes) - 4:17
9. Inside Outside Woman Blues #3 (Haynes) - 9:04
10. Scenes From a Troubled Mind (Haynes) - 7:27
11. World Wake Up (Haynes) - 5:54

## Musiciens
- Warren Haynes : chant, guitares, chœurs
- Matt Abts : batterie, percussions.
- Danny Louis : claviers, guitare rythmique.
- Jorgen Carlsson : basse

## Musiciens additionnels
- Andy Hess : basse.
- Billy Gibbons : guitare sur Broke Down on the Brazos
- Gordie Johnson : chœurs

## Charts
| Pays                            | Durée du classement | Meilleur classement |
| ------------------------------- | ------------------- | ------------------- |
| États-Unis (Billboard 200)      | 3 semaines          | 34e                 |
| États-Unis (Independent Albums) | 10 semaines         | 5e                  |